# Раунд-Айленд, Маврикій
Раунд-Айленд — незаселений острівець за 22,5 кілометра на північ від Маврикія . Він має площу 1,69 квадратних кілометрів та максимальну висоту 280 метрів. Острів є природним заповідником з 1957 року і спільно управляється Національною службою охорони природних парків та Фондом дикої природи Маврикія.

## Проект по відновленню Раунд-Айленда
Круглий острів представляє один з найбільш тривалих проектів відновлення островів у світі, який був визнаний природним заповідником у 1957 році завдяки роботі тодішнього Колоніального секретаря Роберта Ньютона («захопленого спостерігача за птахами») та кількох інших осіб, які збагнули з якою небезпекою стикаються птахи під час гніздування з боку людей — переважно рибалок, які ловили їх для вживання у їжу. Багато біологічних записів, що підтверджують стан збереження та подальші роботи, були зроблені Жаном Вінсоном (О.Б.І.), маврикійським зоологом і директором Маврикійського інституту, який провів польове обстеження Раунд-Айленда ще в 1948 році, в якому подано «… перший серйозний звіт про його фауну з 1869 року». Раунд-Айленд відвідали знову в 1952, 1954 і 1957 рр. для подальших польових обстежень, які виявили стабільну (хоч і низьку) популяцію рослинності, незважаючи на коз та кроликів (кози були завезені між 1846 і 1868 рр., в той час як кролики були уже у великій кількості ще до 1810 р.). У 1963 році Вінсон повернувся на Раунд-Айленд, але був вражений тим, що циклони 1960 і 1962 років сильно зменшили кількість пальм і гвинтових сосен на острові; багато видів рослин були «практично знищені». Вінсон зрозумів, що популяція дерев на острові стала нестабільною після незвично частих циклонів, і це погіршувалося завдяки козам і кроликам, які паслися на нових паростках, які мали б замінити повалені дерева. Якщо дерева не заселятимуть і не покриватимуть землю, верхній ґрунт Круглого острова може легко розмитися вітром чи дощем, що фактично зробить його екологічною пусткою. Маючи це на увазі, Вінсон чітко дав зрозуміти, що викорінення інвазивних кроликів та кіз має першорядне значення для забезпечення довготривалого виживання флори та фауни Раунд-Айленд. Щоб добитися цього, «… він обійшов кабінети міжнародних природоохоронних органів в 1964 році та подав спеціальний звіт до МСОП у 1965 році». Це, стало наслідком появи першої статті в міжнародному журналі про збереження фауни Раунд-Айленда. Дії місцевих органів влади по винищенню кіз та кроликів також почалися внаслідок агітації Вінсона, але це було занадто епізодично, щоб мати якийсь реальний вплив, і навіть ці місцеві зусилля припинилися після несподіваної смерті Вінсона в травні 1966 року.
Протягом наступного десятиліття внаслідок нерегулярного полювання та різних політичних перешкод популяції козлів та кроликів не зазнали значного зменшення, що призвело до зменшення ендемічних популяцій дерев на острові. Однак у 1976 році Джеральд Даррелл та Джерсіський фонд охорони дикої природи (нині Фонд охорони дикої природи Даррелла, DWCT) проспонсорували охорону птахів, що перебувають під загрозою зникнення, на Маврикії та екологічну реставрацію Раунд-Айленда . У тому ж році розпочалася систематична програма знищення ліз та кролів, яка врешті видалила популяцію кіз до 1979 р., А в 1986 р. команда під керівництвом Дона Мертона знищила популяцію кроликів за допомогою нещодавно розробленої отрути бродіфакум. На той час, коли на Раунд-Айленді були знищені і кози, і кролики, Джеральд Даррелл і DWCT домовились про угоду про збереження з новим урядом (у 1984 р.), яка спочатку була зосереджена на ендемічних хребетних, але завдяки співпраці вдалося розширити взаємодію у більш широких масштабах.
З моменту вилучення інтродукованих травоїдних тварин рослинна спільнота Раунд-Айленда почала різко відновлюватися. Особливо суттєво змінилися умови для трьох ендеміків Latania loddigesii, Pandanus vandermeerschii та Hyophorbe lagenicaulis, які історично становили значну частину лісу Раунд-Айленда. Це призвело до того, що шість видів рептилій відновлюються в тандемі з рослинною спільнотою; це скінки Leiolopisma telfaririi та Scelotes bojarii, гекони Phelsuma guentheri, P. ornata та Nactus serpensinsula та змія C asarea dussumerii.
На теперішній час значна частина робіт з охорони на Раунд-Айленді зосереджена навколо видалення інтродукованих рослин та безхребетних.

## Ендемічні види
Рідкісні плазуни, які є ендемічними для острова, включають сцинка, денного геккона , удава.
До рідкісних ендемічних рослин острова відносять пляшкову пальму .

## Історія
На початку періоду Французьких революційних війн, 22 жовтня 1794 р. Британські та французькі морські ескадри зійшлися у битві при острові Іль-Ронде заради контролю над водами біля Іль-де-Франс, як тоді звався острів Мавріікій.